# Οlympia
Οlympia este o arie protejată (arie specială de conservare — SAC, sit de importanță comunitară — SCI) din Grecia întinsă pe o suprafață de 301,97 ha, integral pe uscat.

## Localizare
Centrul sitului Οlympia este situat la coordonatele 37°38′23″N 21°37′36″E / 37.639668°N 21.626543°E.

## Înființare
Situl Οlympia a fost declarat sit de importanță comunitară în aprilie 1997 pentru a proteja 5 specii de animale. Situl a fost protejat și ca arie specială de conservare în martie 2011.

## Biodiversitate
Situată în ecoregiunea mediteraneană, aria protejată conține 4 habitate naturale: Sarcopoterium spinosum phryganas, Galerii de Salix alba și de Populus alba, Păduri de Olea și Ceratonia, Păduri de pin mediteraneene cu pini mezogeni endemici.
La baza desemnării sitului se află mai multe specii protejate:
- mamifere (1): vidră de râu (Lutra lutra)
- pești (2): Barbus peloponnesius, Telestes pleurobipunctatus
- reptile (2): șarpele cu patru dungi (Elaphe quatuorlineata), țestoasă bănățeană (Testudo hermanni)

Pe lângă speciile protejate, pe teritoriul sitului au mai fost identificate 1 specie de amfibieni, 8 specii de reptile.